# Serica lijiangensis
Serica lijiangensis är en skalbaggsart som beskrevs av Ahrens 2005. Serica lijiangensis ingår i släktet Serica och familjen Melolonthidae. Inga underarter finns listade i Catalogue of Life.